# Diocèse de Karaganda

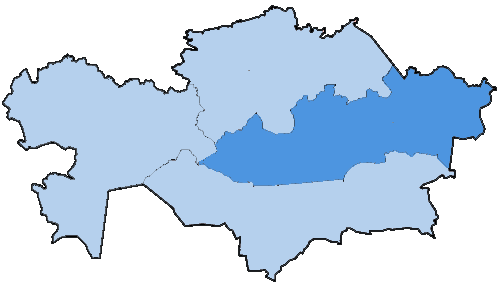
Le diocèse de Karaganda sur la carte du Kazakhstan.

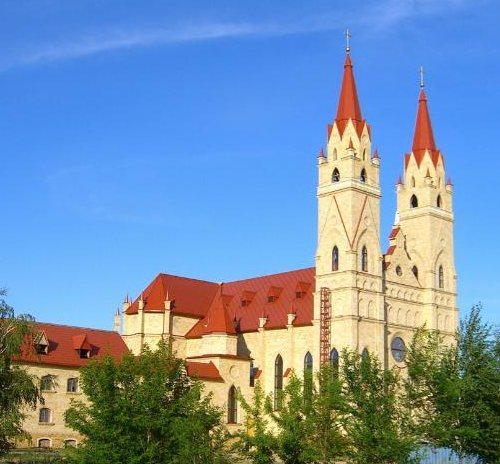
Cathédrale de Karaganda.

Le diocèse de Karaganda (latin : Dioecesis Karagandansis) est un diocèse catholique du Kazakhstan en Asie centrale. Il est suffragant de l'archidiocèse d'Astana. Son siège est la cathédrale Notre-Dame-de-Fatima de Karaganda.

## Histoire
La première paroisse catholique à avoir été officiellement enregistrée à Karaganda (ville fondée en 1934, mais qui s'est surtout développée à partir de 1960) date de l'époque soviétique, en 1977. Auparavant les cérémonies se déroulaient de manière secrète. Les pionniers de cette époque furent Mgr Alexandre Chira (en) (1897-1983, uniate d'origine galicienne), et l'abbé Albinas Dumbliauskas (lt) (1925-1991, soviétique d'origine lituanienne).
Le pape Jean-Paul II, juste après la dislocation de l'URSS, émet le 13 avril 1991 la bulle pontificale Cum propter populorum qui organise le territoire du nouveau Kazakhstan indépendant en une administration apostolique et envoie comme administrateur un marianiste polonais, Jan Paweł Lenga. Le champ d'action de ce nouveau territoire comprend aussi des paroisses de descendants d'Allemands ou de Polonais déportés par Staline en 1941 en Ouzbékistan, au Tadjikistan, en Kirghizie ou encore au Turkménistan. L'administration apostolique de Karaganda est la première structure catholique du Kazakhstan et d'Asie centrale à être formée à l'époque post-soviétique et sa juridiction s'étend alors au Tadjikistan, en Kirghizie et au Turkménistan. En 1997 des missions sui iuris sont organisées dans ces pays (la Kirghizie devient ensuite une administration apostolique, ainsi que l'Ouzbékistan).
Saint Jean-Paul II émet le 17 juillet 1999 la bulle Ad aptius consulendum qui érige le nouveau diocèse de Karaganda, ôté de trois nouvelles administrations apostoliques: celle d'Astana, celle d'Alma-Ata et celle d'Atyraou. Le 17 mai 2003, l'administration apostolique d'Astana est érigée en archidiocèse dont le diocèse de Karaganda devient suffragant.

## Aujourd'hui
Le siège du diocèse est à la cathédrale Notre-Dame-de-Fatima achevée en 2012. De 2011 à 2014, l'évêque en était Mgr Kaleta qui était en même administrateur apostolique d'Atyraou. Mgr dell'Oro lui succède en janvier 2015. 
Le diocèse est partagé en deux doyennés de rite latin et comprend deux paroisses de rite grec-catholique (l'une à Karaganda et l'autre à Satpaïev). C'est à Karaganda que se trouve l'unique séminaire catholique du pays, le séminaire Notre-Dame-Mère-de-l'Église. Un couvent de carmélites  existe à Karaganda depuis 1998. Mgr Athanasius Schneider, ORC, évêque in partibus de Celerina (de) est nommé en 2006 évêque auxiliaire de Karaganda, charge qu'il assume jusqu'en 2011, année de la nomination de Mgr Kaleta en tant qu'évêque de Karaganda. Mgr Schneider est alors nommé évêque auxiliaire d'Astana.
L'organisation Caritas est fort active dans le diocèse.
Le diocèse s'étend sur 711,300 km2 et comprenait en 2013 sur une population totale de 3 590 000 habitants, 31 300 baptisés soit moins d'un pour cent de la population. Seuls quinze prêtres évangélisent la région, dont dix prêtres diocésains et cinq prêtres de congrégations religieuses. Ils sont aidés de trente-huit religieuses (Missionnaires de la Charité, Congrégation de Notre-Dame; Sœurs de Saint-Paul de Chartres, Servantes de Jésus dans l'Eucharistie, etc.) et de six religieux. En tout, un prêtre s'occupe théoriquement en moyenne de 2 060 baptisés.
Les congrégations masculines sont représentées en particulier par les Serviteurs de Jésus et Marie et les Marianistes polonais.

## Ordinaires

### Liste des évêques titulaires
- Jan Paweł Lenga, MIC (13 avril 1991 - 5 février 2011) ;
- Janusz Kaleta (pl) (5 février 2011 - 15 juillet 2014)[2] ;
- Adelio dell'Oro[3] (depuis le 31 janvier 2015).

### Liste des évêques auxiliaires
- Athanasius Schneider, évêque auxiliaire d'avril 2006 à février 2011 ;
- Yevgeniy Zinkovskiy, évêque auxiliaire depuis juin 2021.

## Structure
Doyenné de Karaganda
- Karaganda — Cathédrale Notre-Dame-de-Fatima (sud-est)
- Karaganda — Ancienne cathédrale Saint-Joseph (Maïkoudouk)
- Karaganda — Paroisse Notre-Dame-Mère-de-l'Église (Maïkoudouk), tenue par les marianistes polonais
- Karaganda — Église de l'Exaltation-de-la-Croix (Prichakhtinsk)
- Temirtaou — Paroisse Saint-André
- Saran — Paroisse Saint-Nicolas
- Balkhach — Paroisse Saint-François-d'Assise
- Molodiojny — Paroisse des Saints-Anges-Gardiens
- Chakhtinsk — Paroisse de la Nativité-de-la-Vierge
- Abaï — Paroisse de l'Annonciation
- Jezkazgan — Paroisse de la Transfiguration-du-Seigneur
- Kouchoky — Paroisse du Sacré-Cœur

Doyenné de l'Est
- Oust-Kamenogorsk — Paroisse Notre-Dame-du-Rosaire
- Semeï — Paroisse Notre-Dame-du-Rossaire
- Semeï — Paroisse du Très-Saint-Sacrement
- Tcharsk — Paroisse Saint-Michel-Archange
- Kalbataou — Paroisse de l'Ascension-du-Seigneur
- Peremenovka — Paroisse Sainte-Anne

Paroisses grecques-catholiques (uniates)
- Karaganda — Paroisse de la Protection-de-la-Mère-de-Dieu
- Satpaïev — Paroisse Saint-Élie

### Articles liés
- Christianisme au Kazakhstan
- Grand séminaire Marie-Mère de l'Église